# Pilosocereus mollispinus
Pilosocereus mollispinus ist eine Pflanzenart in der Gattung Pilosocereus aus der Familie der Kakteengewächse (Cactaceae). Das Artepitheton mollispinus bedeutet ‚weichdornig, mit weichem Dorn‘.

## Beschreibung
Pilosocereus mollispinus wächst strauchig mit einem holzigen Stamm von bis zu 10 Zentimeter Durchmesser, verzweigt nur bis in 60 Zentimeter Höhe und erreicht Wuchshöhen von bis zu 2,3 Metern. Die dunkelgrünen bis gräulich grünen Triebe weisen Durchmesser von bis zu 8,5 Zentimetern auf. Es sind 13 bis 16 Rippen vorhanden, die oberhalb der 7 bis 12 Millimeter auseinanderstehenden Areolen leicht eingedrückt sind. Im Alter verkahlen die Areolen. Die weich biegsamen, nicht stechenden 13 bis 16 Dornen sind anfangs (hell-)grau und werden später dunkelgrau. Die äußeren Dornen sind bis 1,3 Zentimeter, die etwas dickeren inneren bis 2,3 Zentimeter lang. Der blühfähige Teil der Triebe ist nicht oder nur schwach ausgeprägt.
Die schmal trichterförmigen Blüten sind etwa 4,5 Zentimeter lang und erreichen Durchmesser von bis zu 3,4 Zentimetern. Die Blütenröhre ist grün, die Blütenhüllblätter weiß. Die flach kugelförmigen, grünen bis olivgrünen Früchte weisen Durchmesser von bis zu 3 Zentimetern auf und enthalten ein weißes Fruchtfleisch. Die glänzend schwarzen Samen sind glatt.

## Verbreitung, Systematik und Gefährdung
Pilosocereus mollispinus ist im brasilianischen Bundesstaat Goiás auf Kalkfelsen verbreitet.
Die Erstbeschreibung wurde 2004 von Pierre Josef Braun (* 1959) und Eddie Esteves Pereira (* 1939) veröffentlicht.
In der Roten Liste gefährdeter Arten der IUCN wird die Art als „Data Deficient (DD)“, d. h. mit keinen ausreichenden Daten geführt.

## Nachweise